# Fläckryggig trögfågel
Fläckryggig trögfågel (Nystalus maculatus) är en fågel i familjen trögfåglar inom ordningen jakamar- och trögfåglar.

## Utbredning och systematik
Fläckryggig trögfågel delas in i två underarter med följande utbredning:
- Nystalus maculatus maculatus – förekommer i nordöstra och centrala Brasilien
- Nystalus maculatus striatipectus – förekommer från östra Bolivia till sydcentrala Brasilien, söderut genom västra Paraguay till centrala Argentina.

## Status
IUCN kategoriserar arten som livskraftig.